# Nike ACG
 (juillet 2025).
La mise en forme du texte ne suit pas les recommandations de Wikipédia : il faut le « wikifier ».
Les points d'amélioration suivants sont les cas les plus fréquents :
- Les titres sont pré-formatés par le logiciel. Ils ne sont ni en capitales, ni en gras.
- Le texte ne doit pas être écrit en capitales (les noms de famille non plus), ni en gras, ni en italique, ni en « petit »…
- Le gras n'est utilisé que pour surligner le titre de l'article dans l'introduction, une seule fois.
- L'italique est rarement utilisé : mots en langue étrangère, titres d'œuvres, noms de bateaux, etc.
- Les citations ne sont pas en italique mais en corps de texte normal. Elles sont entourées par des guillemets français : « et ».
- Les listes à puces sont à éviter, des paragraphes rédigés étant largement préférés. Les tableaux sont à réserver à la présentation de données structurées (résultats, etc.).
- Les appels de note de bas de page (petits chiffres en exposant, introduits par l'outil «  Source ») sont à placer entre la fin de phrase et le point final[comme ça].
- Les liens internes (vers d'autres articles de Wikipédia) sont à choisir avec parcimonie. Créez des liens vers des articles approfondissant le sujet. Les termes génériques sans rapport avec le sujet sont à éviter, ainsi que les répétitions de liens vers un même terme.
- Les liens externes sont à placer uniquement dans une section « Liens externes », à la fin de l'article. Ces liens sont à choisir avec parcimonie suivant les règles définies. Si un lien sert de source à l'article, son insertion dans le texte est à faire par les notes de bas de page.
- La présentation des références doit suivre les conventions bibliographiques. Il est recommandé d'utiliser les modèles {{Ouvrage}}, {{Chapitre}}, {{Article}}, {{Lien web}} et/ou {{Bibliographie}}. Le mode d'édition visuel peut mettre en forme automatiquement les références.
- Insérer une infobox (cadre d'informations à droite) n'est pas obligatoire pour parachever la mise en page.

Pour une aide détaillée, merci de consulter Aide:Wikification.
Si vous pensez que ces points ont été résolus, vous pouvez retirer ce bandeau et améliorer la mise en forme d'un autre article.

Nike ACG, la filiale du groupe Nike

Nike ACG est une collection de la marque américaine Nike lancée en 1989.
ACG est l'acronyme de « All Conditions Gear », qui signifie littéralement « Équipement pour toutes conditions ». À ses débuts, Nike ACG s'orientait vers les équipements techniques pour la montagne, avec des chaussures révolutionnaires pour l'époque.
La Air Mowab, la Lava Dome et la Magma sont autant de chaussures iconiques que la marque a sorties durant son apogée dans les années 1980.
Après un passage à vide dans les années 2000, Nike ACG est de retour[Quand ?] avec des designs futuristes proches de ceux de la marque Acronym. La filiation est d'autant plus évidente que le directeur artistique d'Acronym, Errolson Hugh est aussi designer pour Nike ACG.
Désormais la gamme s'inscrit dans le mouvement GorpCore (style outdoor, techwear...), grâce à ce tournant la marque a su séduire un nouveau public plus urbain, plus jeune!

## Différents logos
La gamme est passée par différents logos :
Le premier datant de 1989, représente un triangle avec le sigle.
Le second de 1996, designé par Michael Hernandez, représente une paire de poumons. Ces derniers sont clairement en rapport avec la gamme qui se veut outdoor.
Vers 2010, le logo vintage est repris. Depuis 2022, retour au logo "poumon".